# Zhao Yanni
Zhao Yanni, född 27 november 1986, är en friidrottare från Kina. Hon deltog vid olympiska sommarspelen 2008.